# 춘향 아씨 한양 왔네
《춘향 아씨 한양 왔네》는 MBC에서 1996년 2월 19일에 방영된 설날 특집 드라마로, 고전소설 《춘향전》을 모티브로 하여 이몽룡과 결혼한 춘향이 결혼생활에서 부딪치는 여러 문제를 당시 시각에서 풍자해학극으로 풀었다.

## 줄거리
춘향은 눈물 속에 몽룡과 재회하고 월매와 향단을 데리고 한양으로 향한다. 그러나 몽룡의 본가인 이참판댁은 춘향을 데리고 상경한다는 몽룡의 소식에 아연실색한다. 이참판댁은 춘향과의 결혼은 허락할 수 없으니 그냥 남원으로 내려가라는 명을 내리지만, 몽룡은 부모를 찾아가 혼인을 허락해 달라고 간청하나 뜻을 이루지 못한다. 그러나 춘향의 어진 성품과 기지로 이참판을 간복케 하여 혼인하게 되고 향단과 방자도 혼인하게 된다. 하지만 귀양지에서 풀려난 변학도가 한양에 나타나면서 사건에 휘말리기 시작한다.

## 등장 인물

### 주요 인물
- 이응경 : 성춘향 역
- 정준호 : 이몽룡 역

### 그 외 인물
- 김나운 : 향단 역
- 김영배 : 방자 역
- 김성녀 : 월매 역
- 이대근 : 변학도 역